# Mordecai Richler
Mordecai Richler (ur. 27 stycznia 1931 w Montrealu, zm. 3 lipca 2001 tamże) – kanadyjski pisarz pochodzący z Montrealu. Czołowy twórca swojego pokolenia.
Najbardziej znane jego powieści to: The Apprenticeship of Duddy Kravitz (1959) i Barney’s Version (1997). W The Apprenticeship of Duddy Kravitz Richler opisuje bogaty świat żydowskiej dzielnicy Montrealu (St. Urbain Street i jej okolice), która w latach 30, 40 i 50 ub. wieku była odpowiednikiem warszawskich Nalewek przed 1939 rokiem. Znaleźć tam można szereg poloników wynikających z wielusetletniej tradycji Żydów polskich. Sam pisarz był po kądzieli wnukiem warszawskiego rabina.
Odznaczony Orderem Kanady i wieloma nagrodami literackimi. W 1997 za Barney’s Version otrzymał Giller Prize.
Jego trzy powieści doczekały się adaptacji filmowych: Kariera Duddy Kravitza (1974), Joshua dawniej i dziś (1985) oraz Świat według Barneya (2010).
Do roku 2015 w Polsce ukazały się trzy powieści Richlera: „Terminator Duddy Kravitz”, „Niegdyś i dziś” oraz „Wersja Barneya”.

## Beletrystyka
- The Acrobats
- Son of a Smaller Hero
- A Choice of Enemies
- The Apprenticeship of Duddy Kravitz (wyd. polskie: „Terminator Duddy Kravitz”, Wydawnictwo Itaka, Poznań 1994, ISBN 83-86008-18-0)
- The Incomparable Atuk
- Cocksure
- St. Urbain’s Horseman
- Joshua Then and Now (wyd. polskie: „Niegdyś i dziś”, PIW, Warszawa 1996, ISBN 83-06-02516-4)
- Solomon Gursky Was here
- Barney’s Version (wyd. polskie: „Wersja Barneya”, Świat Książki-Weltbild, Warszawa 2011, ISBN 978-83-7799-058-2)

Był też autorem antologii:
- The Best of Modern Humour
- Canadian Writing Today
- Writers on World War II